# Stein Hendrik Tuff
Stein Henrik Tuff (Trondheim, 16 agosto 1975) è un ex saltatore con gli sci norvegese.

## Biografia
In Coppa del Mondo esordì il 15 gennaio 1994 a Liberec (44°) e ottenne l'unico podio il 25 marzo 1994 a Thunder Bay (2°).
In carriera prese parte a un'edizione dei Giochi olimpici invernali, Lillehammer 1994 (43° nel trampolino lungo).

## Palmarès

### Coppa del Mondo
- Miglior piazzamento in classifica generale: 63º nel 1996
- 1 podio (a squadre):
  - 1 secondo posto